# Anna Felder

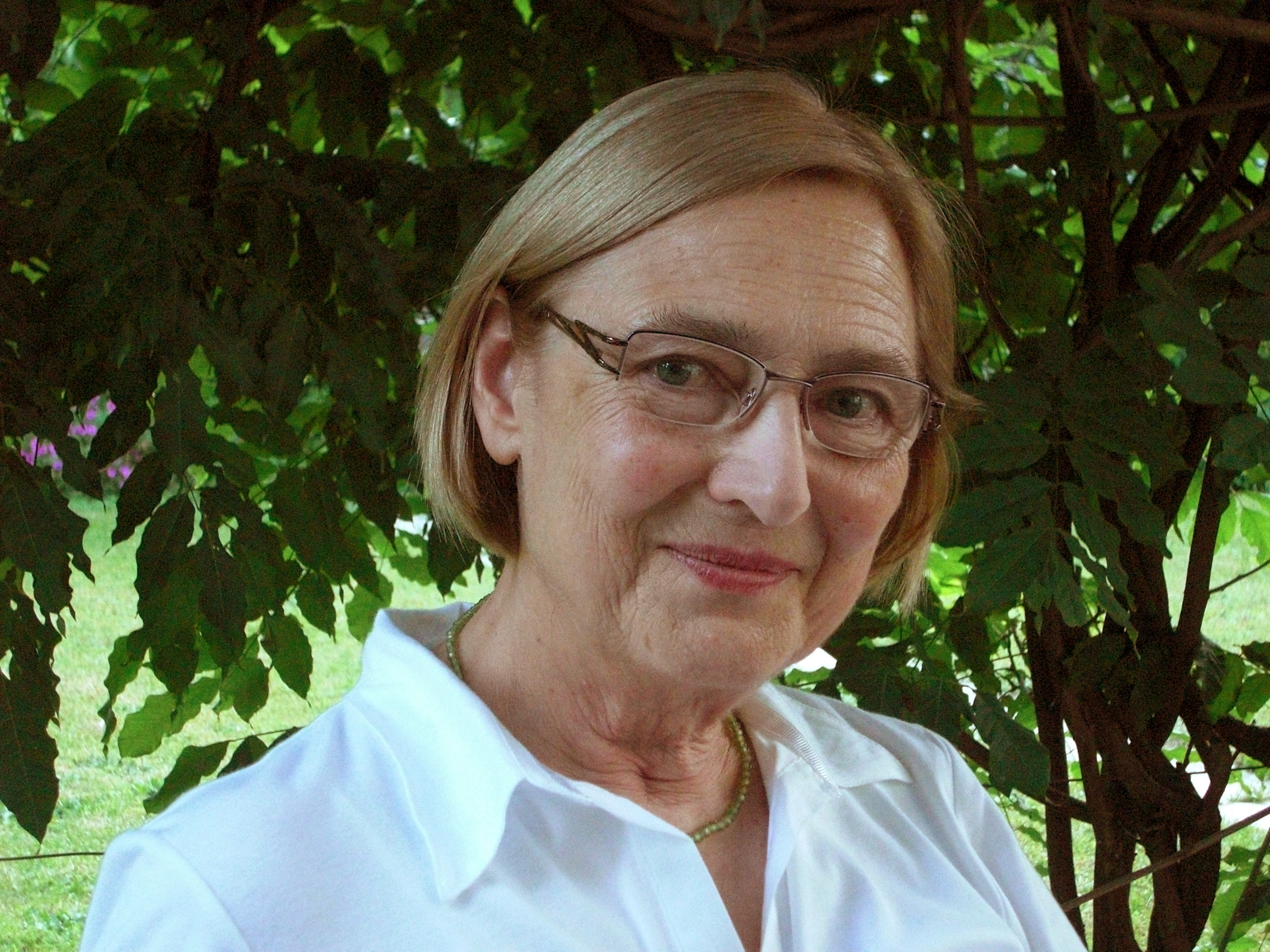
Anna Felder im Jahr 2011

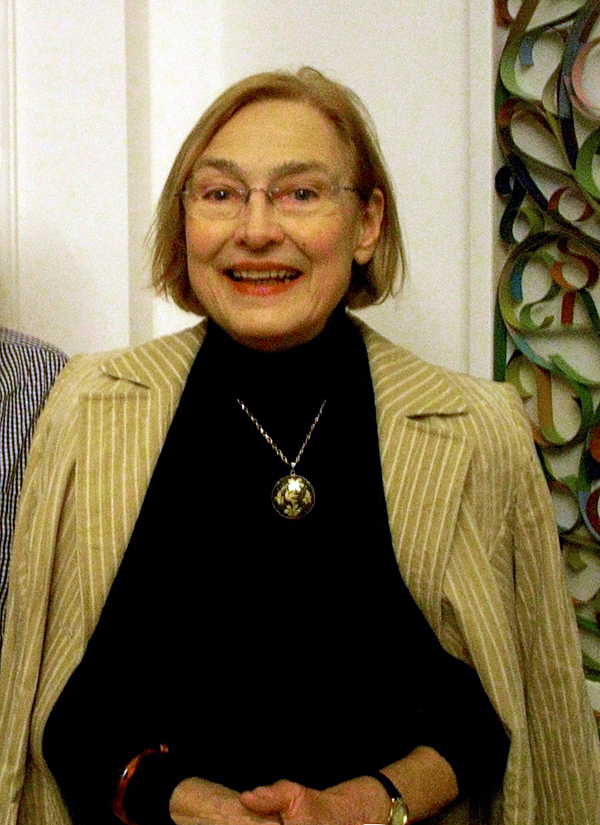
Anna Felder (2009)

Anna Felder (* 30. Dezember 1937 in Lugano; † 15. November 2023 in Aarau) war eine Schweizer Schriftstellerin.

## Leben
Anna Felder wuchs als Tochter eines Deutschschweizer Vaters aus Willisau und einer italienischen Mutter aus der Provinz Bergamo in Lugano auf. Am dortigen Gymnasium hatte sie den Dichter Pericle Patocchi als Französischlehrer. Nach der Matur studierte sie Romanistik in Zürich und Paris und promovierte mit einer Arbeit über Eugenio Montale. Danach arbeitete sie bis 1999 als Italienischlehrerin an der Alten Kantonsschule Aarau.
Sie schrieb Romane, Erzählungen, Hörspiele und Theaterstücke in italienischer Sprache; das meiste davon wurde ins Deutsche übersetzt.
Anna Felder lebte und arbeitete in Aarau und Lugano und hatte eine Tochter (* 1976).

## Werke

### Prosa
- Tra dove piove e non piove. Roman, Pedrazzini, Locarno 1972, Deutsch von Federico Hindermann: Quasi Heimweh, Rodana Verlag, Zürich 1970, Neuauflage: Suhrkamp Verlag, Frankfurt am Main, 1990, 3. Auflage: Limmat Verlag, Zürich 2019, ISBN 978-3-85791-883-4.
- La disdetta. Roman, Einaudi, Turin 1974, Neuauflage: Casagrande, Bellinzona, 1991, Deutsch von Maria Sprecher: Umzug durch die Katzentür, Benziger Verlag, Zürich 1975
- Gli stretti congiunti. Erzählungen, Pedrazzini, Locarno 1980, Deutsch von Maria Pia Scholl-Franchini: Die nächsten Verwandten, Rauhreif Verlag, Möhlin 1993
- Nozze alte. Roman, Pedrazzini, Locarno 1981
- Nati complici. Erzählungen, Casagrande, Bellinzona 1999, Deutsch von Michael von Killisch-Horn: No grazie, Limmat Verlag, Zürich 2002
- I sogni in barca. Erzählung für Kinder, Ulivo, Balerna 2006
- Le Adelaidi. Roman, Sottoscala, Bellinzona 2007,
  - Italienisch/Deutsch von Maja Pflug: Die Adelaiden/Le Adelaide. Limmat Verlag, Zürich 2010, ISBN 978-3-85791-613-7.
- Circolare. Erzählungen, Deutsch von Maja Pflug, Barbara Sauser, Clà Riatsch, Ruth Gantert, Limmat Verlag, Zürich 2018, ISBN 978-3-85791-842-1.

### Hörspiele
- Eva o l’esercizio di pensiero. 1975, Deutsch: Eva oder die Denkaufgabe
- Tête-à-tête. 1976
- La chiave di riserva. 1978

### Theater
- L’accordatore. 1997, Deutsch: Der Klavierstimmer
- Domani pesce. 2003

## Preise und Auszeichnungen
- 1975 Schillerpreis (Einzelpreis)
- 1979 Ehrenpreis der Martin-Bodmer-Stiftung
- 1998 Schillerpreis (Gesamtwerkpreis)
- 2004 Aargauer Literaturpreis
- 2018 Grand Prix Literatur der Schweiz